# Melanoplus desultorius
Melanoplus desultorius är en insektsart som beskrevs av Rehn, J.A.G. 1907. Melanoplus desultorius ingår i släktet Melanoplus och familjen gräshoppor.

## Underarter
Arten delas in i följande underarter:
- M. d. desultorius
- M. d. insignis